# 1er corps polonais (occupation de l'Allemagne)
Pour les articles homonymes, voir 1er corps (Pologne).
Ne doit pas être confondu avec Premier Corps polonais.
Le Premier corps polonais est une unité tactique qui, au contraire de son « homologue » le Deuxième corps polonais, n’exista qu’à la fin de la Seconde Guerre mondiale. Il prit la forme d’un amalgame de plusieurs unités polonaises participant à l’occupation de l’Allemagne du Nord par les forces alliées, notamment dans la région de Wilhelmshaven.
Il ne fut jamais engagé dans des opérations de guerre en tant que corps, mais les unités le composant eurent des parcours très contrastés.
Placé sous le commandement du général Stanisław Maczek, il regroupait :
- la  1re Division blindée polonaise, qui avait combattu durant la bataille de Normandie et s’était illustrée à la Poche de Falaise et à la prise du port de Wilhelmshaven sous le commandement du général Maczek

- la  Brigade indépendante de parachutistes (à l’origine placée sous le commandement du général Stanisław Sosabowski) qui s’était illustrée à Arnhem durant l’Opération Market Garden

- la 4e Division d'infanterie, reconstituée en Écosse à partir des débris de la même unité ayant participé aux derniers combats de la Bataille de France avant même d’avoir été déclarée opérationnelle. Elle avait été initialement affectée par le commandement britannique à la défense côtière. Elle était placée sous le commandement du général Rudolf Eugeniusz Dreszer

- la 16e brigade blindée autonome.

Le Premier corps cessa d’exister à la démobilisation en 1947 des Forces polonaises de l’Ouest.